# General (Nova Zelandija)
General (izvirno angleško General; kratica GEN) je drugi najvišji vojaški čin in trenutno neaktivni čin Novozelandske kopenske vojske in je neposredni naslednik britanskega čina generala; velja za štirizvezdni čin. 
Je enakovreden činu admirala Kraljeve novozelandske vojne mornarice in činu zračnega glavnega maršala Kraljevega novozelandskega vojnega letalstva. V Natovi strukturi činov spada v razred O-10. Podrejen je činu feldmaršala in nadrejen činu generalporočnika.
Oznaka čina generala je prekrižana sablja in baton, maršalska palica, nad njima pa se nahajata še zvezda in krona svetega Edvarda; torej ista kot je oznaka čina britanskega generala, pri čemer ima novozelandska oznaka na spodnjem delu še napis NEW ZEALAND. 